# مایکه یاپیس
مایکه یاپیس (انگلیسی: Mieke Jaapies؛ زادهٔ ۷ اوت ۱۹۴۳) ورزشکار اهل پادشاهی هلند است.
وی در مسابقات کشوری و بین‌المللی در مجموع برندهٔ ۳ مدال نقره شده‌است.